# 失望湖
失望湖（英語：Lake Disappointment，西部沙漠語：Kumpupirntily），西澳大利亞州中部的內流鹹水湖，長年乾旱。
1897年由探險家Frank Hann在Rudall River附近探險，以為會找到淡水湖。但他失望地發現這只是鹹水湖，故名失望湖 。湖邊有不少鴨科動物。

## 引用文獻
1. ↑  Monroe, M. H. . Australia: The Land Where Time Began.   [23 August 2015]. （原始内容存档于2016-01-06）.
2. ↑  Rothwell, Nicolas. . Black Inc. 2006. ISBN 978-1-86395-445-7.
3. ↑  .   [2015-11-25]. （原始内容存档于2015-11-25）.
4. ↑  World Wildlife Fund (编). . WildWorld Ecoregion Profile. National Geographic Society. 2001. （原始内容存档于2010-03-08）.